# Алфред Г'юз (яхтсмен)
Алфред Г'юз (англ. Alfred Hughes, 1868 — 17 лютого 1935) — британський яхтсмен.
Бронзовий призер Олімпійських Ігор 1908 року в класі 8 метрів.